# 명심보감 판본
명심보감 판본(明心寶鑑 板本)은 대한민국 대구광역시 달성군  화원읍, 인흥서원에 있는 조선시대의 목판이다. 1995년 5월 12일 대구광역시의 유형문화재 제37호로 지정되었다.

## 개요
이 판본은 추계 추씨 3세조인 추적(1246년∼1317년) 선생이 편저한 것이다. 추적은 고려 원종 2년(1261) 문과에 올라 민부상서 예문관제학을 지냈다. 『명심보감』은 공자 등 제자백가의 책과 시부 가운데서 쉽고 생활에 기본이 되는 내용을 골라 엮은 책인데, 이것은 국가에서 세운 학교의 학생들에게 심성수양의 기본서로 삼기 위함이었다. 현재 전하는 것은 고종 6년(1869) 추세문이 출판한 인흥재사본이 전수되어 국역 출판됨으로써 가정, 학교에서 교육용으로 널리 쓰여왔다. 이것은 총 31장으로 인흥서원의 목판이 유일하다.

## 같이 보기
- 명심보감
- 인흥서원
- 추계 추씨
- 추적

## 참고 자료
- 명심보감판본 - 국가유산청 국가유산포털